# Laurencin (auteur)
Pour les articles homonymes, voir Laurencin.
Paul-Aimé Fromage dit Laurencin, né le 20 nivôse an X (10 janvier 1802) à Honfleur et mort le 9 décembre 1890 à Monaco, est un dramaturge et librettiste français.

## Biographie
Fils du navigateur honfleurais François-Victor Fromage, corsaire sous la République et le Consulat, a tout d’abord suivi la carrière de la marine. Embarqué à seize ans comme aide-commissaire de la marine pour le service actif, à bord de la corvette l’Égérie, il a effectué de lointains voyages au Pérou, au Mexique, aux Antilles, en Amérique du Nord, en Russie, en Algérie.
Rappelé au ministère de la Marine, il s’est rapidement essayé au théâtre, pour donner, dès 1831, sa première pièce, au théâtre de l’Ambigu : les Lanciers et les Capucins, épisode de l’expédition d'Espagne de 1823, à laquelle il avait été lui-même participé.
De nouveaux succès l’ont déterminé à quitter l’administration pour se consacrer pleinement à sa nouvelle carrière dramatique, et cent quatre-vingt-dix-huit pièces de théâtre, vaudevilles et opérettes, signées seul ou avec notamment  Jean-François Bayard, Pittaud de Forges, Jules Adenis, Marc-Michel, Mélesville, Varin, Lubize, Cormon, ont résulté de cette réorientation de plan de carrière réussie.
Il a également été journaliste satirique. Comme tel, il a été l’un des plus assidus rédacteurs du Corsaire et de la Caricature qu’il a créés avec Charles Philipon et Honoré Daumier. Il a enfin donné quelques articles de souvenirs au Figaro et au Supplément du Petit Journal et publié entre-temps des romans ou nouvelles en feuilleton dans les journaux.
Devenu veuf, il a quitté son modeste ermitage de Colombes, pour se retirer, comme pensionnaire payant, dans la maison de retraite des frères Galignani, mais le grand âge lui ayant donné la nostalgie du soleil, il est parti vers le midi, à Monaco, où il s’est éteint. À sa mort, sa féerie Peau-d’Âne venait d’être reprise de  au théâtre du Châtelet. Il repose au cimetière de Colombes.
Doyen de la Société des auteurs et compositeurs dramatiques, Outre le pseudonyme de « Laurencin », il a également utilisé ceux de « Paul-Aimé Fromage-Chapelle », « Paul-Aimé Chapelle », « Auvray », « Léonard », « Léonard de Lucy ». Il est le père du journaliste et historien Paul-Adolphe Chapelle, dit Paul Laurencin.

## Œuvres partielles
- avec Tyrtée Tastet (vaudeville en 1 acte, Paris, Ambigu-Comique, 20 mai 1832), L'Amant en gage, Paris, A. Leclaire, 1832, 47 p., in-8º (lire en ligne sur Gallica).
- L'Anneau, ou Départ et Retour, comédie-vaudeville en deux actes avec Lavarenne, Ambigu-Comique, 3 décembre 1832.
- Ibrahim, ou le Trône et la Fiancée, drame en trois actes, Ambigu-Comique, 26 février 1833.
- Ma femme et mon parapluie, vaudeville en un acte,  théâtre des Variétés, 23 juin 1834.
- L'If de Croissey, comédie-vaudeville en deux actes de Varin, Desvergers et Laurencin, théâtre des Variétés, 11 mai 1835.
- La Femme de l'épicier, comédie-vaudeville en un acte de Varin et Laurencin, théâtre du Vaudeville, 5 novembre 1836.
- Une maîtresse femme, comédie en un acte mêlée de chants, 1836.
- Ce bon monsieur Blandin !, comédie-vaudeville en un acte de Paul Duport et Laurencin, Gymnase-Dramatique, 20 octobre 1837.
- La Fille d'un militaire, comédie-vaudeville en deux actes avec H. Meyer, 1837.
- Casimir ou le Commis-voyageur, comédie-vaudeville en deux actes de Paul Duport et Laurencin, 1838.
- La Belle-sœur, drame en deux actes de Paul Duport et Laurencin, 1838.
- La Demoiselle majeure, comédie-vaudeville en un acte de Varin et Laurencin, théâtre du Vaudeville, 5 avril 1838.
- Mademoiselle, comédie-vaudeville en deux actes de Dupeuty et Laurencin, 1838.
- Magasin théâtral : choix de pièces nouvelles jouées sur tous les théâtres de Paris , 1838.
- Breteuil, ou Artisan et Comtesse, comédie en un acte mêlée de couplets de Paul Duport et Laurencin, 1839.
- Bocquet père et fils ou le Chemin le plus long, comédie-vaudeville en deux actes avec Marc-Michel et E. Labiche, Gymnase-dramatique, 17 août 1840.
- Mon gendre !, comédie-vaudeville en un acte, 1840.
- L'Aveugle et son bâton, vaudeville en un acte, 1841.
- L'Abbé galant, comédie-vaudeville en deux actes avec Clairville aîné, Gymnase-Dramatique, 6 janvier 1841.
- L'Anneau de la marquise, comédie-vaudeville en un acte avec Cormon, Vaudeville, 2 juillet 1842.
- Quand l'amour s'en va..., comédie-vaudeville en un acte avec Marc-Michel, Vaudeville, 5 août 1843.
- Adrien ou Ma bonne étoile, comédie-vaudeville en un acte, 1844.
- Le Mardi-Gras à l'hôtel des haricots, folie-carnaval en un acte, 1846.
- La Chasse aux millions, vaudeville en trois actes, Marc-Michel et L. Couailhac, Gaîté, 25 décembre 1846.
- Les Cascades de Saint-Cloud, comédie-vaudeville en deux actes avec Marc-Michel, 1849.
- Le Chevalier de Pézénas, comédie-vaudeville en deux actes, 1851.
- J'ai marié ma fille, comédie-vaudeville en un acte mêlée de couplets avec Marc-Michel, théâtre de la Montansier, 28 octobre 1851.
- Les Balançoires de l'année, revue en cinq actes dont deux entr'actes avec Cormon et Eugène Grangé, 1852.
- Paris qui pleure et Paris qui rit, drame en cinq actes et huit tableaux avec Cormon : comédie-vaudeville en un acte, théâtre de la Gaîté, 13 septembre 1852.
- Quand on attend sa bourse !, comédie en un acte mêlée de chant de Marc-Michel et Laurencin, Palais-Royal, 24 mai 1853.
- Les Amoureux de ma femme, comédie-vaudeville en un acte de Narcisse Fournier et Laurencin, Gymnase-Dramatique, 1er juillet 1854.
- Le Cousin du Roi, comédie en deux actes mêlée de couplets avec Michel Delaporte, 1855.
- Le 66, opérette en un acte, de Pittaud de Forges, musique de Jacques Offenbach , 1856.
- Les Absences de Monsieur, comédie-vaudeville en un acte de Narcisse Fournier et Laurencin, Vaudeville, 16 août 1856.
- Sultan Mustapha, comédie, avec Varin et Delaporte, 1860.
- Si Pontoise le savait !, comédie-vaudeville en un acte avec Jules Adenis et Francis Tourte, 1861.
- La Nouvelle Hermione, comédie en un acte mêlée de couplets avec Delaporte, 1862.
- Monsieur et Madame Denis, opéra-comique en un acte avec Delaporte, musique de J. Offenbach, Bouffes-Parisiens, 11 janvier 1862.
- Peau d'âne, comédie avec Émile Vanderburch et Clairville, 1863.
- Folammbo ou les Cocasseries carthaginoises, « pièce en quatre tableaux de mœurs carthaginoises en vers de plusieurs pieds, même de plusieurs toises, émaillée de couplets, comme les vers boiteux, avec prologue en prose et d'un français douteux » avec Clairville, 1863.
- La Bouquetière de Trianon, opéra-comique en deux actes avec Jules Adenis, musique de Frédéric Barbier, donné pour l'inauguration du théâtre Saint-Germain (24 novembre), 1864.
- Un congrès de modistes, opérette-bouffe en un acte de Marc-Michel et Laurencin, musique de Frédéric Barbier, Bouffes-Parisiens, 16 février 1865.
- Fleurette, opéra-comique en un acte de Pittaud de Forges et Laurencin, musique de J. Offenbach, Gaîté,2 septembre 1873.
- La Baronne de Haut-Castel, opérette en un acte, musique de Frédéric Barbier, Eldorado, 1877.
- Pas si bête, opérette en un acte, 1877.
- C'est plus fort que moi, chansonnette [avec parlé], musique de Louis-César Desormes, créée par Victorin Armand à l'Eldorado, 1878.
- La Baronne de Haut-Castel, opérette en un acte, 1879.
- Deux coqs vivaient en paix, opérette en un acte, 1880.
- Un gendre à poigne, opérette en un acte, 1880.
- Le Portrait, opéra-comique en deux actes avec Jules Adenis, 1883.